# Раговицы
Ра́говицы — деревня в Опольевском сельском поселении Кингисеппского района Ленинградской области.

## История
Впервые упоминается в Писцовой книге Водской пятины 1500 года как село Рагвицы в Егорьевском Ратчинском погосте Ямского уезда.
На карте Ингерманландии А. И. Бергенгейма, составленной по шведским материалам 1676 года, обозначена деревня Raguwitsby.
На шведской «Генеральной карте провинции Ингерманландии» 1704 года она показана как деревня Raguwitz.
Как деревня Раговицы обозначена на «Географическом чертеже Ижорской земли» Адриана Шонбека 1705 года.
Как деревня Раковицы упоминается на карте Ингерманландии А. Ростовцева 1727 года.
Деревня Раговицы упоминается на карте Санкт-Петербургской губернии Я. Ф. Шмидта 1770 года.
На карте Санкт-Петербургской губернии Ф. Ф. Шуберта 1834 года обозначена деревня Раговицы, состоящая из 75 крестьянских дворов, смежно с деревней обозначена усадьба Серговицы.

РАГОВИЦЫ — деревня принадлежит графам Шуваловым, число жителей по ревизии: 194 м. п., 200 ж. п. (1838 год)

Деревня Раговицы из 75 дворов обозначена на карте профессора С. С. Куторги 1852 года.

РАГОВИЦЫ — деревня графини Бобринской, 19 вёрст по почтовой дороге, а остальное по просёлкам, число дворов — 51, число душ — 148 м. п. (1856 год)

РАГОВИЦЫ — деревня, число жителей по X-ой ревизии 1857 года: 120 м. п., 137 ж. п., всего 257 чел.

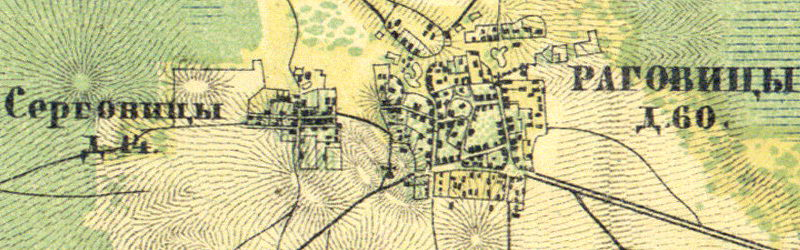
Деревня Раговицы на карте 1860 года

Согласно «Топографической карте частей Санкт-Петербургской и Выборгской губерний», в 1860 году деревня Раговицы насчитывала 60 дворов, на юго-западе деревни находилась часовня, смежно с деревней Раговицы с западной стороны находилась деревня Серговицы из 14 дворов.

РАГОВИЦЫ — деревня владельческая при колодце, число дворов — 63, число жителей: 136 м. п., 146 ж. п.; Часовня. (1862 год)

РАГОВИЦЫ — деревня, по земской переписи 1882 года: семей — 48, в них 124 м. п., 124 ж. п., всего 248 чел.

Сборник Центрального статистического комитета описывал деревню так:

РАГОВИЦЫ — деревня бывшая владельческая, дворов — 46, жителей — 250. Две часовни, лавка. (1885 год)

По земской переписи 1899 года:

РАГОВИЦЫ — деревня, число хозяйств — 44, число жителей: 126 м. п., 115 ж. п., всего 241 чел.;
 разряд крестьян: бывшие владельческие; народность: русская — 234 чел., эстонская — 7 чел.

В конце XIX — начале XX века деревня административно относилась к Ополицкой волости 1-го стана Ямбургского уезда Санкт-Петербургской губернии.
Согласно данным переписи населения СССР 1926 года в деревне Раговицы Крестовского сельсовета Ястебинской волости Кингисеппского уезда проживали 303 человека, большинство русские, а также финны и эстонцы.

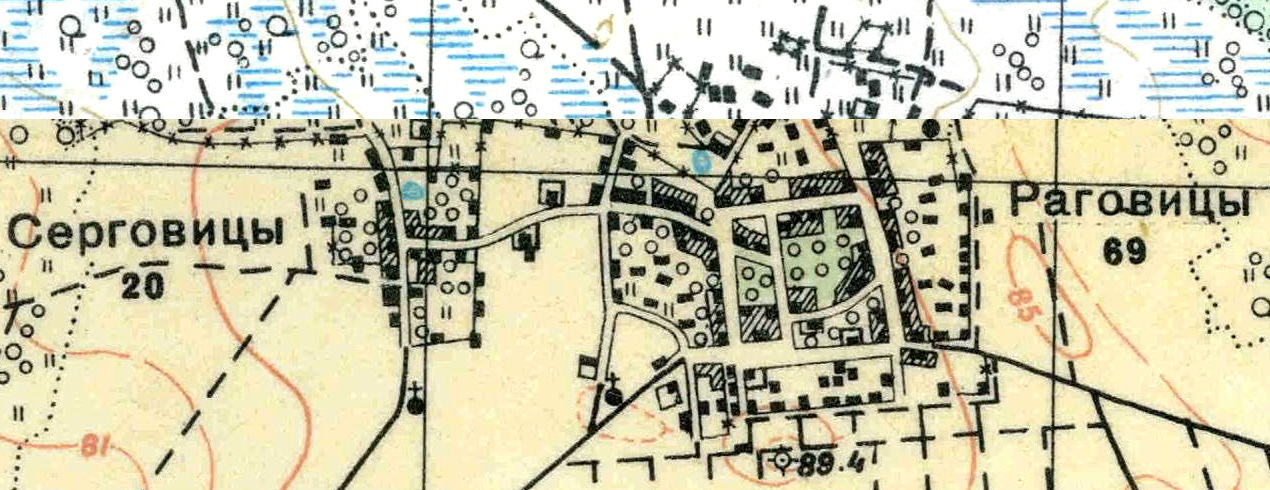
План деревни Раговицы. 1930 год

Согласно топографической карте 1930 года деревня насчитывала 69 дворов.
По данным 1933 года, деревня Раговицы входила в состав Керстовского сельсовета Кингисеппского района.
По данным 1966, 1973 и 1990 годов деревня Раговицы находилась в составе Опольевского сельсовета Кингисеппского района.
В 1997 году в деревне Раговицы проживали 33 человека, в 2002 году — 43 человека (русские — 93 %), в 2007 году — 39.

## География
Деревня расположена в восточной части района на автодороге 41К-232 (Гурлёво — Кёрстово).
Расстояние до административного центра поселения — 9 км.
Расстояние до ближайшей железнодорожной платформы Солка — 5 км.

## Демография
| 1862 | 2007 | 2010 | 2017 |
| ---- | ---- | ---- | ---- |
| 282  | ↘39  | ↘31  | ↗56  |

### Национальный состав
Согласно данным Всероссийской переписи населения 2021 года в деревне проживали 66 человек, из них:
 русские — 55, армяне — 6, азербайджанцы — 2, таджики — 2, украинцы — 1 человек.